# Фолькер Шпрінгель
Фолькер Шпрінгель (нім. Volker Springel; нар. 18 листопада 1970) — німецький астрофізик і космолог. Спеціаліст з чисельних моделювань формування структур, особливо відомий своєю участю в моделюванні «Міленіум» і проєкті «Акваріус». Директор Інституту астрофізики Макса Планка в Гархінзі. Академік Академії Леопольдина і Національної академії наук США.

## Біографія
Шпрінгель вивчав фізику в Тюбінгенському університеті з 1991 по 1996 рік за стипендією Німецького національного академічного фонду. Протягом навчання він провів один рік за обміном в Університеті Берклі (в 1994/1995). 1996 року він захистив дипломну роботу «Топологія та функція світності огляду червоного зміщення PSCz» під керівництвом Ганнсом Рудером з Тюбінгенського університету та Саймона Вайта з Інституту астрофізики Макса Планка.
2000 року він отримав ступінь доктора філософії в Інституті астрофізики Макса Планка та Мюнхенському університеті Людвіга-Максиміліана, захистивши під керівництвом Саймона Вайта дисертацію «Про утворення та еволюцію галактик». 
Після захисту дисертації він працював постдоком у Гарвард-Смітсонівському астрофізичному центрі в США і деякий час працював консультантом з управління. 2003 року він повернувся в Інститут астрофізики Макса Планка в Гархінг, а 2005 року став керівником групи. 
З 2010 по 2018 рік він був професором теоретичної астрофізики в Гайдельберзькому університеті та керівником групи теоретичної астрофізики в Гайдельберзькому інституті теоретичних досліджень. У 2012 році він став зовнішнім членом Товариства Макса Планка в Інституті астрономії Макса Планка в Гайдельберзі.
2018 року він знову повернувся в Гархінг і посів посаду директора Інституту астрофізики Макса Планка.

## Наукові результати
Шпрінгель займається чисельним моделюванням формування галактик. Наприклад, він мав значний внесок у моделювання «Міленіум», яке протягом місяця використовувала потужності суперкомп'ютерів в обчислювальному центрі Інститут астрофізики Макса Планка. Ці розрахунки полягали в моделюванні куба з довжиною ребра 2 мільярди світлових років, всередині якого знаходилося приблизно 20 мільйонів галактик. Іншою областю досліджень є чисельне моделювання для з'ясування ролі темної матерії (наприклад, шляхом створення різних космологічних моделей темної енергії та темної матерії) та пошук потенційних експериментів для їх виявлення (наприклад, анігіляція).
Шпрінгель і його колеги також змоделювали еволюцію та зіткнення галактик із надмасивними чорними дірами. Він виявив, що спочатку утворюються квазари, вивільняючи стільки енергії, що газ викидається з околиць чорної діри. Цей процес сповільнює подальше утворення зір і подальше зростання надмасивної чорної діри. Це також вирішило проблему моделювання формування галактик у ранньому космосі, що призвело до набагато більшої щільності зір, ніж спостерігалося. Вони також змогли пояснити зв'язок між масою чорної діри та розподілом швидкостей зір у галактиці, а також передбачили межу довжини фази квазара в 100 мільйонів років.

## Відзнаки
- Премія Хайнца Майєра-Лейбніца[de] (2004)
- Медаль Отто Гана від Товариства Макса Планка (2000)
- Премія Клунга-Вільгельмі[de] (2009)
- Член Молодої Академії[en] (2006-2011)
- Член Академії Леопольдина (з 2016)[6].
- Член Національної академії наук США (з 2020)
- Премія Грубера з космології (2020, разом з Ларсом Гернквістом)
- Премія Лейбніца (2021)

## Дивіться також
- Місцева група галатик
- Скупчення галактик
- Ланіакеа
- Войд
- Великомасштабна сткруктура Всесвіту
- Галактична нитка